# Financial District (Los Angeles)
Il Financial District è un quartiere della Downtown di Los Angeles che si trova a fianco del quartiere di Bunker Hill.
L'area è dominata da grattacieli, i quali sono occupati da uffici, alberghi e dai servizi ad essi connessi come banche, studi legali e società immobiliari. Il Financial District è servito dalla linea rossa e dalla linea blu della metropolitana di Los Angeles. La stazione principale è denominata 7th Street/Metro Center.
Per la sanità, il quartiere è servito dal sistema sanitario di Los Angeles denominato Los Angeles County Department of Health Services attraverso  il Central Health Center.